# Saison 2015-2016 du Paris Football Club
Maillots
Chronologie
Saison précédente Saison suivante
La saison 2015-2016 du Paris Football Club, voit le club disputer la soixante-dix-septième édition du Championnat de France de football de Ligue 2, championnat auquel le club participe pour la première fois depuis 1983, ceci après avoir terminé deuxième de National 2014-2015.

## Avant-saison

### Genèse de la saison
Les Parisiens terminent deuxièmes du championnat National, ce qui leur permet d'effectuer leur retour en Ligue 2, quittée il y a 32 ans,.
L'équipe continue à évoluer au stade Charléty, de 20 000 places, largement aux normes de la Ligue 2. Tout comme le Red Star avec son entraîneur Sébastien Robert, le club dément, lors d'un communiqué, tout contacts, annoncés par Le Parisien, avec d'autres entraîneurs pour remplacer Christophe Taine. Toutefois, Taine quitte le club le 4 juin 2015, et est remplacé le lendemain, par Denis Renaud, ancien entraîneur de USJA Carquefou pendant douze ans (2002 à 2014),. Le président Ferracci déclarera alors : « C’est une forme d’évidence de choisir Denis. Je suis ravi de pouvoir lui donner sa chance en Ligue 2. Je suis persuadé que dans le chantier sympathique qui est le nôtre, il va nous aider à bien progresser. ».

### Objectif du club
L'objectif premier du club du président Ferracci est d'intégrer la Ligue 1 vers l'horizon 2019, pour les 50 ans du club ; cela passe donc par la conservation du club en deuxième division. L'arrivée de Vinci au sein du club permet au club d'avoir un budget bien plus important et de pouvoir afficher clairement ses ambitions.

### Mouvements de joueurs
Le 17 juin 2015, Richard Socrier a annoncé avoir signé un contrat d'un an de plus au sein du club du Paris FC. Le 23 juin 2015, le club a annoncé que 5 de leurs joueurs ne prolongeraient pas leur contrat. Il s'agit d'Abdoulaye Coulibaly, de Julien Chevalier, de Frédéric Marques, de Bafodé Diakhaby et d'Alan Mermillod. La première recrue est venue du Stade de Reims, Christopher Glombard a été prêté par le club rémois pour un an.
| Nom                  | Nationalité         | Transfert                  | Provenance/Destination              | Division           |
| Arrivées             | Arrivées            | Arrivées                   | Arrivées                            | Arrivées           |
| -------------------- | ------------------- | -------------------------- | ----------------------------------- | ------------------ |
| Romain Grange        | France              | Transfert                  | Association sportive Nancy-Lorraine | Ligue 2            |
| Bocundji Ca          | Guinée-Bissau       | Transfert                  | La Berrichonne de Châteauroux       | Ligue 2            |
| Khaled Ayari         | Tunisie             | Transfert                  | Angers SCO                          | Ligue 1            |
| Jean-Jacques Pierre  | Haïti               | Transfert                  | SM Caen                             | Ligue 1            |
| Alexis Thébaux       | France              | Transfert                  | Stade brestois                      | Ligue 2            |
| Nicolas Fauvergue    | France              | Transfert                  | AC Ajaccio                          | Ligue 2            |
| Christopher Glombard | Martinique - France | Prêt (sans option d'achat) | Stade de Reims                      | Ligue 1            |
| Dylan Bahamboula     | France              | Prêt (sans option d'achat) | AS Monaco                           | Ligue 1            |
| Théo Pellenard       | France              | Prêt (sans option d'achat) | Girondins de Bordeaux               | Ligue 1            |
| David Mills          | Ghana               | Prêt (sans option d'achat) | AS Monaco B                         | CFA                |
| Soualio Bakayoko     | France              | Premier Contrat Pro        | -                                   | -                  |
| Samuel Yohou         | Côte d'Ivoire       | Premier Contrat Pro        | -                                   | -                  |
| Vincent Pirès        | France              | Premier Contrat Pro        | -                                   | -                  |
| Ahmed Mogni          | France              | Premier Contrat Pro        | -                                   | -                  |
| Départs              |                     |                            |                                     |                    |
| Abdoulaye Coulibaly  | Mali                | Fin de contrat             | Châteauroux                         | National           |
| Maxime Bouveret      | France              | Fin de contrat             | US Créteil-Lusitanos                | Ligue 2            |
| Joris Correa         | France              | Fin de contrat             | CS Sedan Ardennes                   | National           |
| Julien Chevalier     | France              | Fin de contrat             | -                                   | -                  |
| Frédéric Marques     | France              | Fin de contrat             | F91 Dudelange                       | Division Nationale |
| Bafodé Diakhaby      | France              | Fin de contrat             | -                                   | -                  |
| Alan Mermillod       | France              | Fin de contrat             | SC Beaucouzé                        | DH Atlantique      |

## Championnat de France de Ligue 2

### Première moitié de saison
Après beaucoup de matchs nuls, le Paris FC décroche enfin sa première victoire de la saison en battant Le Havre AC sur un score de 3-0 ce qui sera leur seule victoire de la première partie de saison et la seule encore aujourd'hui cette saison.

### Classement général
| Rang | Équipe                 | Pts  | J  | G  | N  | P  | Bp | Bc | Diff |
| ---- | ---------------------- | ---- | -- | -- | -- | -- | -- | -- | ---- |
| 1    | AS Nancy-Lorraine      | 74   | 38 | 21 | 11 | 6  | 60 | 32 | +28  |
| 2    | Dijon FCO              | 70   | 38 | 20 | 10 | 8  | 62 | 36 | +26  |
| 3    | FC Metz R              | 65   | 38 | 19 | 8  | 11 | 54 | 39 | +15  |
| 4    | Le Havre AC            | 65   | 38 | 19 | 8  | 11 | 52 | 37 | +15  |
| 5    | Red Star FC P          | 64   | 38 | 18 | 10 | 10 | 43 | 38 | +5   |
| 6    | RC Lens R              | 58   | 38 | 15 | 13 | 10 | 39 | 35 | +4   |
| 7    | Clermont Foot 63       | 58   | 38 | 16 | 11 | 12 | 56 | 53 | +3   |
| 8    | AJ Auxerre             | 55   | 38 | 15 | 10 | 13 | 47 | 46 | +1   |
| 9    | Tours FC               | 47   | 38 | 11 | 14 | 13 | 35 | 41 | -6   |
| 10   | Stade brestois 29      | 47   | 38 | 12 | 11 | 15 | 34 | 40 | -6   |
| 11   | Bourg-en-Bresse 01 P   | 47   | 38 | 13 | 8  | 17 | 47 | 59 | -12  |
| 12   | Valenciennes FC        | 44   | 38 | 10 | 14 | 14 | 39 | 43 | -4   |
| 13   | Stade lavallois        | 44   | 38 | 9  | 17 | 12 | 35 | 42 | -7   |
| 14   | Nîmes Olympique        | 43-8 | 38 | 13 | 12 | 13 | 50 | 52 | -2   |
| 15   | FC Sochaux-Montbéliard | 42   | 38 | 9  | 15 | 14 | 34 | 36 | -2   |
| 16   | Chamois niortais FC    | 42   | 38 | 8  | 18 | 12 | 38 | 45 | -7   |
| 17   | AC Ajaccio             | 42   | 38 | 9  | 15 | 14 | 34 | 42 | -8   |
| 18   | Evian TG FC R          | 39   | 38 | 9  | 12 | 17 | 41 | 41 | 0    |
| 19   | US Créteil-Lusitanos   | 34   | 38 | 8  | 10 | 20 | 42 | 66 | -24  |
| 20   | Paris FC P             | 30   | 38 | 4  | 18 | 16 | 32 | 51 | -19  |

Promotions et relégations
- Promotion en Ligue 1 2016-2017
- Relégation en National 2016-2017
- Rétrogradation administrative
- -8 : Points de pénalité reçus

Abréviations
- P : Promu de National 2014-2015
- R : Relégué de Ligue 1 2014-2015

Note
-8 : Le Nîmes Olympique commence la saison avec 8 points de retard. C'est la sanction infligée par la FFF, après appel, au club après qu'un dirigeant a tenté d'arranger certains matchs de la fin de la saison 2013-2014.

## Parcours en coupes

### Coupe de France de football
Le Paris Football Club entame sa campagne lors du 7e tour de la Coupe de France 2015-2016. Le club francilien affrontera les pensionnaires de CFA2, le CMS Oissel. Les Parisiens se qualifient difficilement aux tirs au but 4 à 2 après un score de 0-0 lors du temps réglementaire. Le club est éliminé au tour suivant par l'US Boulogne sur le score de 3-1 à domicile. 

### Coupe de la Ligue française de football
Le club parisien participe à la Coupe de la Ligue française de football dans sa forme contemporaine pour la première fois de son histoire. Les Parisiens accueillent le FC Metz pour le compte du premier tour de la Coupe de la Ligue et s'incline sur le score de 2-1 à domicile.

## Joueurs

### Statistiques individuelles

#### Statistiques des buteurs
Mis à jour le 11 septembre 2015
| Place | Nom               | Nombre de Buts |
| 1     | Romain Grange     | 2              |
| 2     | Tiécoro Keita     | 1              |
| 3     | Richard Socrier   | 1              |
| 4     | Mehdi Jean Tahrat | 1              |
| 5     | Théo Pellenard    | 1              |
| 6     | Christian Kinkela | 1              |

#### Statistiques des passeurs
Mis à jour le 11 septembre 2015
| Place | Nom                | Passes décisives |
| 1     | Idriss Ech-Chergui | 2                |
| 2     | Romain Grange      | 1                |
| 3     | Tiécoro Keita      | 1                |
| 4     | Dylan Bahamboula   | 1                |

### meilleur joueur du mois
- Août 2015 : Mehdi Jean-Tahrat
- Septembre 2015 : Alexis Thébaux
- Octobre 2015 : Alexis Thébaux
- Novembre 2015 : Baboye Traoré
- Décembre 2015 : Baboye Traoré
- Janvier 2016 : Bilel Mohsni
- Février 2016: Fantamady Diarra
- Mars 2016 : Mehdi Jean-Tahrat
- Avril 2016: Dylan Bahamboula

## Aspects socio-économiques

### Sponsors, équipementier et finances
Le Paris FC a pour partenaire principal, le groupe Vinci, et ce, depuis avril 2015, rapportant plusieurs centaines de milliers d'euros au club,.
Le club parisien a également pour partenaires officiels Nestlé, Oscaro et Nike, équipementier depuis 2006. Le club est soutenu par la mairie de Paris et par la région Île-de-France. Le club reçoit de nombreuses taxes d'apprentissage, versées par plus d'une vingtaine de sponsors comme Conforama, AG2R La Mondiale, la Fnac ou encore le groupe Casino.
Avec l'arrivée du club en Ligue 2 et celle du groupe Vinci comme partenaire principal, le budget du club passe à 10 millions d'euros.

### Affluences
La capacité commerciale du Stade Charléty est fixée à 18.528 places. À la mi-saison, la meilleure affluence est enregistrée lors de la réception du Red Star, avec 7.004 spectateurs. Autrement, les affluences tournent autour de 2-3.000 spectateurs par rencontre à domicile.